# Włosienica (przystanek kolejowy)
Włosienica – przystanek kolejowy w  sołectwie Włosienica gminy Oświęcim, w województwie małopolskim, w powiecie oświęcimskim.